# Iounna Morits
Iounna Petrovna Morits (russe : Ю́нна Петро́вна Мо́риц ; née le 2 juin 1937 à Kiev) est une poétesse russe contemporaine.

## Biographie
Iounna Morits naît en 1937 à Kiev (URSS) dans une famille juive. Ses lointains ancêtres étaient venus d'Espagne, ayant transité par l'Allemagne. Son père, Pinkhas Morits, qui avait une double qualification juridique et en ingénierie des transports, est emprisonné sous Staline à la suite d'une dénonciation calomnieuse ; il deviendra aveugle après sa libération. Sa mère donnait des cours de français, de mathématiques, et a été artisan, infirmière et même bûcheron. Iounna est atteinte de tuberculose au cours de son enfance, et passe plusieurs années pénibles à Tcheliabinsk dans le sud de l'Oural pendant la Seconde Guerre mondiale. Au cours des années 1950, elle étudie à Moscou, mais est brièvement expulsée du lycée pour ses poèmes critiques envers le système soviétique. Son premier recueil paraît en 1957, et lui vaut une exclusion temporaire de l'Institut de littérature Maxime-Gorki  en raison de la position critique de certains de ses poèmes.
Ayant achevé en 1961 ses études à l'Institut de littérature Maxime-Gorki à Moscou, elle acquiert une certaine renommée pour son ouvrage Cap Désir (« Мыс Желания », du nom d'un promontoire de Nouvelle-Zemble) consacré au Grand Nord et inspiré de son voyage en 1956 sur le brise-glace Sedov. Quoique recherchant moins la publicité que Evgueni Evtouchenko ou Bella Akhmadoulina, elle figure parmi les poètes soviétiques contestataires connus des années 1960. La publication de ses ouvrages n'est pas autorisée par la censure de 1961 à 1970 : elle figure sur la « liste noire » en raison de son poème En mémoire de Titien Tabidze (« Памяти Тициана Табидзе », 1962). Son mari, critique littéraire, se suicide à la suite de l'invasion de la Tchécoslovaquie en 1968 par les troupes du pacte de Varsovie.
Pendant des années, il lui sera interdit de quitter l'URSS, malgré de nombreuses invitations à l'étranger. À partir de 1985 toutefois, elle peut participer à des récitals au Festival international de la Poésie à Londres, à Cambridge, Rotterdam, Toronto, Philadelphie. Ses poèmes font l'objet de traductions dans plusieurs langues européennes, ainsi qu'en japonais, en turc et en chinois.
Malgré ce contexte politique, Iounna Morits est davantage une poétesse lyrique que politique. Bien qu'écrites dans la tradition de la poésie classique, ses œuvres peuvent être qualifiées de tout à fait modernes. Elle reconnaît les influences littéraires, d'abord de Pouchkine, puis de Boris Pasternak, Marina Tsvetaïeva, Anna Akhmatova et Ossip Mandelstam, considérant toutefois Andreï Platonov et Thomas Mann comme ses maîtres. Avec Joseph Brodsky, elle est l'un des jeunes poètes favoris d'Anna Akhmatova.
À partir de 1960, elle se fait connaître également en tant que traductrice en russe d'œuvres en diverses langues (ces traductions, commandées par des maisons d'édition soviétiques, employaient souvent un traducteur littéral intermédiaire et un poète). Elle traduit notamment Moïsseï Teïf (ru), Constantin Cavafy et Federico García Lorca. Depuis 1970, après la publication de La Vigne (« Лоза »), elle est considérée par le critique américain Daniel Weissbort comme « l'une des meilleures poétesses actuelles de Russie ». Par la suite, elle attire de nombreux jeunes lecteurs grâce à ses poèmes pour enfants, dont certains acquièrent une audience de masse, interprétés par des chanteurs s'accompagnant à la guitare.
Elle a publié également des nouvelles et plus récemment des œuvres graphiques. Ses poèmes récents, peu traduits à l'étranger, traduisent la souffrance, la colère et la résistance devant la tragédie de l'effondrement moral de la Russie :

« ... tous les gens bien, les génies et les cerveaux s'en vont ;

seuls ceux sans talent et les imbéciles restent, comme moi. »

— (1991)
Iounna Moritz se dit croyante, quoique n'appartenant à aucune communauté religieuse, et nie être franc-maçon malgré les bruits qui ont pu courir à ce sujet.
Sa poésie témoigne de sa résistance morale et de sa colère contre la russophobie latente et la propagande antirusse.

## Prix et récompenses
- Prix Andreï Sakharov « pour courage civique d'écrivain » (Russie, 2004)
- Prix Triomphe (Триумф) (Russie, 2000)
- Rose d'or (Italie)
- Prix international du Livre de l'année dans le cadre de la Foire internationale du Livre à Moscou (Poésie, 2005)
- Prix Anton Delwig (2006)
- Prix national du Livre de l'année (Moscou, 2008)

## Œuvres

### Poésie
- «Мыс желания». Сов. пис. М., 1961
- «Лоза». Сов. пис. М., 1970
- «Суровой нитью». Сов. пис., М., 1974
- «При свете жизни». Сов. пис., М., 1977
- «Третий глаз». Сов. пис., М., 1980
- «Избранное». Сов. пис., М., 1982
- «Синий огонь». М., Сов. пис., 1985
- «На этом береге высоком». М., Современник, 1987
- «Портрет звука». Prova d'Autore (Italie), 1989
- «В логове го́лоса». М., Московский рабочий, 1990
- «Лицо». Стихотворения. Поэма. М., Русская книга, 2000
- «Таким образом». Стихотворения. Спб., «Диамант», «Золотой век», 2000, 2001
- «По закону — привет почтальону!». М., Vremia, 2005, 2006, 2008
- «Не бывает напрасным прекрасное». М., «Эксмо», 2006
- «Тумбер-Бумбер». М., «Папа Карло», 2007
- «Рассказы о чудесном». М., Vremia, 2008, 2011
- «Большой секрет для маленькой компании».
- «Крыша ехала домой». «Стихи-хи-хи для детей от 5 до 500 лет». М., Vremia, 2010, 2011

### Prose
- «Рассказы о чудесном». М., Vremia, 2008

### Œuvres pour enfants «de 5 à 500 ans»
- «Счастливый жук». М., Издательство «Малыш», художник И.Рублёв, 1969
- «Большой секрет для маленькой компании». М., 1987, 1990
- «Букет котов». М., Мартин, 1997
- «Ванечка». Книга акростихов. Челябинск, АвтоГраф. 2002
- «Двигайте ушами» Для детей от 5 до 500 лет. М., Росмен. 2003, 2004, 2005, 2006
- «Тумбер-Бумбер». М. Издательство «Папа Карло», illustrateur Евг. Антоненков, 2008 (Новые «УЖАСНО ПРЕКРАСНЫЕ» стихи Юнны Мориц. Оставив важные дела, вы можете посвятить всё своё время чтению.) Livre de l'année 2008 dans la catégorie « Grandissons ensemble avec le livre ».

### Traductions

#### Poètes grecs
- Yánnis Rítsos
- Georges Séféris
- Constantin Cavafy
- Rita Boumi-Papa (1906-)

#### Poètes espagnols
- Federico García Lorca
- Miguel Hernández

#### Poètes juifs soviétiques en yiddisch
- Ovseï Driz (1908-1971)
- Riva Baliasnaïa (1910-1980)
- Aaron Vergelis (1918-1999)
- Moisseï Teïf (1904-1966)

#### Autres
- Umberto Saba (italien)
- Betti Alver (estonienne, 1906-1989)
- Rassoul Gamzatov (avar, 1923-2003)
- Vitaly Korotytch (ukrainien, 1936-)

### Dessins animés
- Пони бегает по кругу (« Les poneys courent en rond », 1974)
- Большой секрет для маленькой компании (« Un grand secret pour une petite compagnie » ; auteur scénariste, 1979)
- Мальчик шел, сова летела « Le petit garçon est parti, la chouette s'est envolée » ; auteur scénariste, 1981)

### Œuvres traduites en français
- Je voudrais savoir, Rue du monde, 2010  (ISBN 978-2355041037) (poème pour enfants)
- Quelques poèmes de Iounna Morits figurent dans l’Anthologie de la poésie russe pour enfants, traduits par Henri Abril. Circé poche, 2006  (ISBN 978-2-84242-216-5)